# Bernardino Zapponi
Bernardino Zapponi, né le 4 septembre 1927 à Rome et mort le 11 février 2000, est un scénariste italien.

## Biographie
Auteur et scénariste de textes pour le théâtre, la radio et le cinéma, il commence son activité dès les années 1950 au sein de la rédaction de l'hebdomadaire humoristique Marc'Aurelio, aux côtés d'Ettore Scola, Steno, Ruggero Maccari et d'autres.
Dès le début des années 1950, il rédige de nombreux textes pour les programmes radiophoniques, notamment pour des émissions de variétés, de la Rai, Via Asiago à Rome. En 1958, il a fondé la revue Il delatore. Pour la télévision, il collabore avec Guglielmo Zucconi et Italo Terzoli à l'écriture du programme Controcanale animé par Corrado Mantoni avec Abbe Lane et Xavier Cugat.
En 1967, il publie Gobal, un recueil de nouvelles fantastiques et gothiques située dans un cadre contemporain, introduit par une préface de Goffredo Parise. La collection attire l'attention de Federico Fellini, qui l'appelle à collaborer au scénario de l'épisode Toby Dammit dans Histoires extraordinaires. Ensemble, Fellini et Zapponi écrivent six autres films, dont le dernier est La Cité des femmes. L'écrivain raconte ses années de travail et d'amitié avec le réalisateur dans le livre Il mio Fellini.
Il a également scénarisé une dizaine de films pour Dino Risi, de La Femme du prêtre à Giovani e belli ainsi que Les Frissons de l'angoisse pour Dario Argento. Il a également adapté pour le grand écran la pièce de William Douglas-Home et Marc-Gilbert Sauvajon, Le Canard à l'orange, mise en scène par Luciano Salce. Il coscénarise Le Marquis s'amuse de Mario Monicelli. Il a également scénarisé Paprika et Così fan tutte de Tinto Brass. Il a reçu le prix Flaiano du scénario pour l'ensemble de sa production artistique.
Le 20 décembre 1997, il a reçu le prix d'honneur pour l'ensemble de sa carrière au Museo internazionale del cinema e dello spettacolo (it).

## Filmographie partielle
- 1951 : È l'amor che mi rovina de Mario Soldati
- 1967 : Les Sorcières (Le streghe) (sketch Senso civico) de Mauro Bolognini
- 1968 : Histoires extraordinaires (sketch Toby Dammit) de Federico Fellini
- 1969 : Une poule, un train... et quelques monstres (Vedo nudo), de Dino Risi
- 1972 : Fellini Roma (Roma) de Federico Fellini
- 1973 : Poussière d'étoiles (Polvere di stelle) d'Alberto Sordi
- 1975 : Vertiges (Per le antiche scale) de Mauro Bolognini
- 1975 : Moïse (Mosè) de Gianfranco De Bosio
- 1975 : Les Frissons de l'angoisse (Profondo rosso) de Dario Argento
- 1975 : Le canard à l'orange de Luciano Salce
- 1976 : La Carrière d'une femme de chambre (Telefoni bianchi) de Dino Risi
- 1976 : ...e tanta paura de Paolo Cavara
- 1976 : Le Casanova de Fellini (Il Casanova di Federico Fellini) de Federico Fellini
- 1977 : Les Nouveaux Monstres (I nuovi mostri) de Mario Monicelli, Dino Risi et Ettore Scola
- 1979 : Le Grand Embouteillage (L'ingorgo - Una storia impossibile) de Luigi Comencini
- 1980 : La Cité des femmes (La città delle donne) de Federico Fellini
- 1982 : Piso pisello de Peter Del Monte
- 1982 : Dio li fa e poi li accoppia de Steno
- 1982 : Les Derniers Monstres (Sesso e volentieri) de Dino Risi
- 1983 : Questo e quello de Sergio Corbucci
- 1984 : Et la vie continue (...e la vita continua) de Dino Risi
- 1984 : State buoni... se potete de Luigi Magni
- 1985 : Lui è peggio di me d'Enrico Oldoini
- 1985 : Sono un fenomeno paranormale de Sergio Corbucci
- 1991 : Paprika de Tinto Brass
- 1992 : Così fan tutte de Tinto Brass